# Didier Drogba
Didier Yves Drogba Tébily (pronunciación en francés: /didje iv dʁɔɡba tebili/; Abiyán, 11 de marzo de 1978) es un exfutbolista marfileño que jugaba como delantero. Desde 2017 es copropietario del Phoenix Rising FC de la USL Championship. Ha sido maestro de ceremonias de varias ediciones del Balón de Oro de France Football.
También fue capitán y es el actual máximo goleador histórico de la selección de Costa de Marfil.
De niño, Drogba migró a Francia. Después de jugar en equipos juveniles, Drogba hizo su debut profesional a los 18 años en la Ligue 2 con el Le Mans. Después de actuar con este equipo, firmó un contrato profesional a los 21 años, pero hasta la temporada 2002-03 no mostró todo su potencial, al haber anotado 17 goles en 34 partidos con el Guingamp en la Ligue 1. Durante esa temporada, Drogba fue llamado por primera vez a la selección de fútbol de Costa de Marfil el 8 de septiembre de 2002, anotando su primer gol con esta selección en febrero de 2003. Luego, fue contratado por el Olympique de Marsella en el 2003 por £3,3 millones. Drogba se convirtió rápidamente en el goleador del equipo, terminando como el tercer máximo anotador de la temporada 2003-04, con 19 anotaciones. También anotó 6 goles en la Copa de la UEFA, ayudando a que el Olympique lograra alcanzar la final de la competición, en donde fue derrotado por el Valencia.
Drogba llegó al Chelsea en la temporada 2004-05 después de que el club pagara 24 millones de £ al Olympique de Marsella, convirtiéndose en el futbolista marfileño más caro de la historia. Inmediatamente después de llegar, Drogba se convirtió en el delantero favorito de la afición, al haber anotado goles decisivos en la Community Shield y en la final de la Football League Cup y al haber ayudado al Chelsea a conseguir su primer título de Premier League. Drogba llegó a la prominencia como uno de los mejores delanteros del mundo en 2006, al haber ganado el bicampeonato con el Chelsea en la temporada 2005-06 y al haber sido elegido capitán indiscutible de la selección de fútbol de Costa de Marfil.
En la Copa Mundial de Fútbol de 2006, Drogba marcó solamente un gol, pero después del mundial fue elegido como el Futbolista del Año en África. En la temporada 2006-07, Drogba terminó como máximo goleador de la Premier League, al haber anotado 20 goles. En esa temporada, Drogba fue campeón de la Football League Cup y de la FA Cup.
No fue sino hasta el 2009 cuando Drogba se consagró nuevamente campeón de la FA Cup, anotando un gol en la final. En ese año, Drogba fue nuevamente elegido como el Futbolista del Año en África.
En 2010, Drogba obtuvo su tercer título de liga en la temporada 2009-10, así como el título de campeón goleador, al haber anotado 29 goles. Asimismo ganó su tercera FA Cup ese año, después de haber anotado el gol que le dio al Chelsea la victoria por 1-0 sobre el Portsmouth FC, convirtiéndose así en el único jugador en haber anotado en 6 finales de copa en Inglaterra.
Drogba ha sido reconocido por su papel vital en la batalla por la paz en su país. Después de que Costa de Marfil se calificó para la Copa Mundial de Fútbol de 2006, Drogba hizo una súplica desesperada a los grupos rebeldes, pidiéndoles que depusieran sus armas, una súplica que fue contestada con un cese al fuego después de 5 años de guerra civil. Luego, Drogba logró que el partido de clasificación para la Copa Africana de Naciones de 2008 entre Costa de Marfil y Madagascar se disputará en Bouaké, ciudad en donde se encuentran algunos de los movimientos rebeldes más peligrosos de Costa de Marfil. Esta fue una acción que reafirmó la lucha por la paz en ese país. Su participación en la lucha por la paz en su país hizo que fuera elegido como una de las 100 personas más influyentes de 2010 por la revista Time.
Ha ganado  la Liga de Campeones de la UEFA 2011-12 y ser el máximo goleador de club siendo africano del Chelsea Football Club. Siendo uno de los mejores jugadores africano de la historia de la Liga de Campeones de la UEFA.
En 2020 el futbolista fue reconocido por la UEFA con el "Premio Presidente de la UEFA".

## Infancia
Drogba, nacido en Costa de Marfil, fue enviado por sus padres a vivir a Francia a la edad de 5 años con su tío Michael Goba, un futbolista profesional. Sin embargo, Drogba pronto sintió una profunda nostalgia y regresó a Abiyán 3 años después, donde jugaba al fútbol todos los días en un pequeño aparcamiento de la ciudad. Su abuela lo llegó a apodar «Tito», ya que ella admiraba a Josip Broz Tito, expresidente de Yugoslavia. Su regreso a Costa de Marfil fue muy corto ya que sus padres perdieron su trabajo, por lo que tuvo que regresar a Francia a vivir con su tío. En 1991, sus padres viajaron a Francia. Primero viajaron a Vannes, pero luego se radicaron en Antony, donde Drogba, a la edad de 12 años, pudo reunirse con su familia. Fue aquí donde Drogba comenzó a jugar al fútbol, uniéndose en las inferiores de un equipo local, el Levallois SC, club semiprofesional francés, donde se ganó su reputación como prolífico goleador en el equipo juvenil, impresionando al entrenador por su actitud profesional. Sus actuaciones le valieron un lugar en el primer equipo, pero, a pesar de haber debutado en el primer equipo con una anotación y a los 18 años de edad, no pudo convencer al entrenador Jacques Loncar.

## Trayectoria

### Le Mans y Guingamp
Cuando terminó el colegio, Drogba cambió de ciudad para poder estudiar contabilidad en la universidad, por lo que también tuvo que cambiar de club, uniéndose a un equipo de la Ligue 2, el Le Mans. Sin embargo, sus dos primeros años se vieron afectados por los horarios escolares y por las lesiones. El aquel entonces entrenador del Le Mans, Marc Westerloppe, comentó que "tomó cuatro años para que Drogba pudiera entrenar, jugar y estudiar todos los días a la semana". Por otra parte, la vida familiar de Drogba se vio afectada, ya que jugaba y entrenaba todos los días como un profesional, dejando de lado a su familia.
A los 21 años, Drogba tenía que establecerse obligadamente en el primer equipo o sus oportunidades de convertirse en jugador profesional habrían desaparecido. Afortunadamente, Drogba logró debutar en el primer equipo del Le Mans, firmando un contrato profesional con el equipo en 1999. La vida personal de Drogba se hacía cada vez más grave, ya que él y su esposa Diakité Lalla tuvieron a su primer hijo, al cual llamaron Isaac. Drogba tomó esto como una nueva responsabilidad, diciendo: "El nacimiento de Isaac fue un punto de reflexión en mi vida, me enderezó". Su primera temporada disputada fue un buen augurio para el futuro, anotando 7 goles en 30 partidos, pero en la temporada siguiente sus expectativas bajaron. Drogba perdió la titularidad frente a Daniel Cousin debido a una lesión, pero en su regreso no pudo anotar durante el resto de la temporada. Sin embargo, Drogba volvió a anotar en la siguiente temporada, anotando 5 goles en 21 partidos disputados. Durante la mitad de la temporada 2001-02, el Guingamp consolidó su interés por Drogba, ofreciendo al Le Mans £80 000, siendo traspasado al Guingamp.
Durante la segunda mitad de la temporada 2001-02, Drogba anotó 3 goles en 11 partidos disputados con el Guingamp. Si bien su contribución ayudó a evitar el descenso del club, el cuerpo técnico del club seguía sin estar convencido de su talento. Sin embargo, la temporada siguiente, Drogba recompensó la paciencia de los entrenadores, al haber anotado 17 goles en 34 partidos, ayudando a que el Guingamp terminara 7.º en la liga. Drogba dio crédito a sus compañeros por su impresionante temporada, destacando la contribución del extremo Florent Malouda —un amigo de mucho tiempo y excompañero de Drogba en el Chelsea— como un factor clave de su prolificidad goleadora esa temporada. Su gran cantidad de goles anotados atrajo la atención de uno de los clubes grandes en Francia, el Olympique de Marsella, quien pagó al Guingamp £3,3 millones, logrando su contratación.

### Olympique de Marsella
El entrenador del Olympique de Marsella, Alain Perrin, contrató a Drogba, aunque Perrin pronto fue sustituido por José Anigo. Sin embargo, Drogba conservó su lugar en el equipo, después de anotar 19 goles en la temporada 2003-04, siendo elegido el Jugador del Año en la Liga Francesa de Fútbol. También anotó 5 goles en la Liga de Campeones de la UEFA y 6 en la Copa de la UEFA. Al final de la temporada, Drogba fue contratado por el Chelsea Football Club de Inglaterra, equipo que pagó £24 millones al Olympique. Drogba sigue siendo de gran estima en Marsella, considerado el máximo ídolo de la afición del Olympique, la que sigue cantando su nombre en el Stade Vélodrome. El jersey que usó en su única temporada disputada con el Olympique fue enmarcado en la basílica de Marsella, el Notre-Dame de la Garde, el cual se muestra en la iglesia desde la final de la Copa de la UEFA.

### Chelsea FC
Drogba firmó con el Chelsea en julio de 2004 por £24 millones, anotando en su tercer partido en contra del Crystal Palace. Su temporada fue interrumpida debido a una lesión en un músculo del estómago que sufrió durante un partido contra el Liverpool, la cual lo dejó fuera de las canchas por más de 2 meses. En esa temporada el Chelsea ganó la Premier League —su primer título de liga después de 50 años— y la Football League Cup, donde Drogba anotó el gol que le dio la victoria al Chelsea por 3-2 sobre el Liverpool en el Millennium Stadium, así como alcanzar las semifinales de la Liga de Campeones de la UEFA. En esa temporada Drogba anotó 16 goles en 40 partidos con el Chelsea, de los cuales 10 fueron en la Premier League, 5 en la Liga de Campeones y uno en la final de la Football League Cup.

#### 2005-2006
Drogba comenzó la temporada 2005-06 anotando dos goles en la victoria del Chelsea sobre el Arsenal en la Community Shield. Su reputación se vio empañada en medio de acusaciones de fraude durante la victoria del Chelsea por 2-0 sobre el Manchester City. Las repeticiones mostraron que había utilizado su mano para controlar el balón antes de anotar el segundo gol. Este incidente tuvo lugar apenas dos semanas después de un incidente similar con el Fulham, donde el gol fue anulado y Drogba fue acusado de hacer trampa. En una entrevista realizada por la BBC a Drogba después del partido, Drogba admitió que había controlado el balón con la mano y reconoció haber hecho trampa, diciendo: "A veces me zambullo, y a veces no", antes de retractarse de su comentario, diciendo: "Yo no me tiro clavados, yo juego mi juego".
Chelsea logró retener su título de liga con dos partidos por disputar en la temporada, convirtiéndose en el segundo equipo inglés en ganar de forma consecutiva la Premier. Drogba nuevamente terminó la temporada con 16 anotaciones, incluyendo 12 en la liga, 2 en la Community Shield, uno en la Liga de Campeones y uno en la FA Cup.

#### 2006-2007

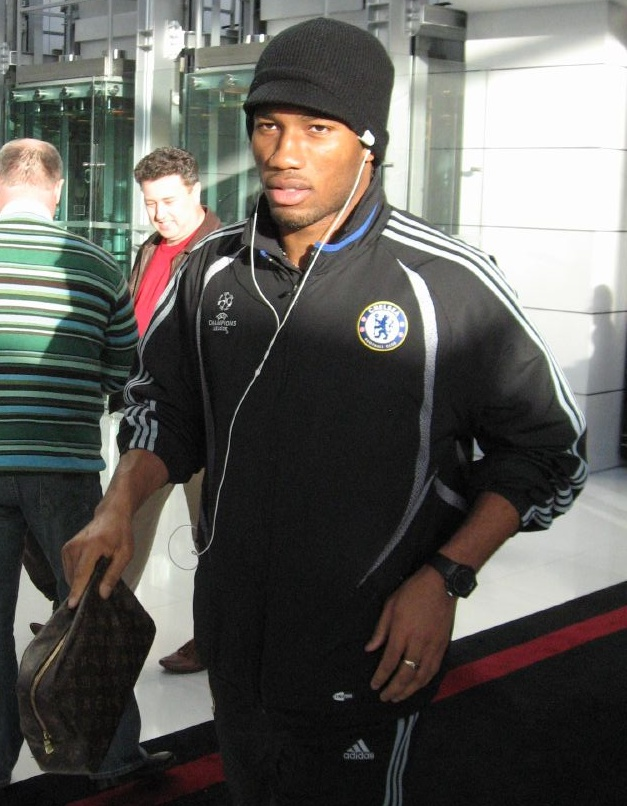
Drogba con el Chelsea en febrero de 2007 antes de un partido de la UEFA Champions League con el FC Porto.

Después de la salida de Damien Duff al Newcastle United, Drogba cambió su camiseta #15 por su actual camiseta #11, la cual Duff dejó vacante. La temporada 2006-07 fue un éxito personal para Drogba, ya que logró anotar 33 goles en todas las competiciones —un gol más que las dos temporadas anteriores combinadas—, 20 de los cuales fueron en la Premier League, lo que le dio el título de campeón goleador esa temporada, además de convertirse en el primer jugador del Chelsea en alcanzar 30 goles en una temporada, desde que Kerry Dixon lo hizo en la temporada 1984-85. El desglose de sus 33 goles en la temporada es: 20 en la Premier League, 6 en la Liga de Campeones, 3 en la FA Cup y 4 en la Football League Cup.
Entre sus goles anotados, hubo 3 goles desde fuera del área que le dieron victorias importantes al Chelsea ante el Liverpool, ante el Everton y ante el Barcelona, además de un gol al minuto 93 ante el Barcelona en el Camp Nou y 2 goles en la final de la League Cup que le dieron la victoria al Chelsea por 2-1 sobre el Arsenal. También anotó dos Hat-Tricks; uno ante el Watford y otro ante el Levski Sofia en la Liga de Campeones, lo que supuso ser el primer triplete del Chelsea en competiciones europeas desde que Gianluca Vialli hizo 3 goles en la Recopa de Europa de 1997-98. El último partido del Chelsea en esa temporada, Drogba anotó el gol que le dio la victoria a su equipo sobre el Manchester United por 1-0 en la final de la FA Cup en el nuevo Estadio de Wembley. Después de ese gol, Drogba se unió a Norman Whiteside y a Mark Hughes como los únicos jugadores que han anotado goles en las dos finales de FA Cup y Football League Cup en una misma temporada.
En enero de 2007, Drogba fue elegido como el Mejor Jugador de Costa de Marfil, por delante de Abdul Kader Keïta, Aruna Dindane y Kolo Touré. En marzo, Drogba fue nombrado el Futbolista del Año en África por primera vez en su carrera, superando a Samuel Eto'o y a Michael Essien. Sus grandes actuaciones durante la temporada lo incluyeron en el Equipo del Año de la PFA, además de haber sido segundo lugar en el Premio PFA al Jugador del Año, solo por detrás de Cristiano Ronaldo. Sin embargo, Drogba enfrentó problemas extracancha, ya que su traspaso del Marsella al Chelsea en julio de 2004 fue objeto de escrutinio. Las investigaciones del comisionado John Stevens revelaron varios actos de corrupción en el fútbol inglés, sobre todo en la contratación de jugadores, en donde Drogba estuvo involucrado junto con otros dos jugadores del Chelsea, quienes eran Michael Essien y Petr Čech.

#### 2007-2008

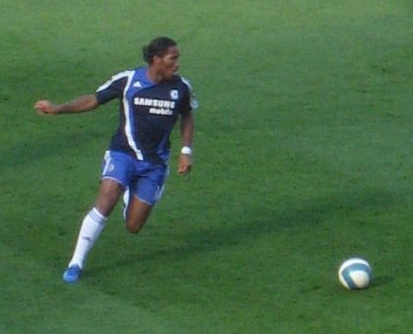
Drogba en un partido con el Chelsea, 20 de octubre de 2007.

Drogba comenzó mal la temporada 2007-08, al haber expresado sus dudas sobre la salida de José Mourinho. Se afirmó que Drogba lloró cuando Mourinho le dijo que iba a abandonar al club, y dijo que "la salida de Mourinho destruyó una cierta familiaridad que teníamos en el club. Muchos de nosotros solíamos jugar solamente por él. Ahora tenemos que olvidar esos sentimientos y encontrar otra fuente de motivación". A raíz de estas declaraciones, Drogba le dijo a la revista France Football: "Quiero dejar al Chelsea. Algo se ha roto con el Chelsea, el daño es grande en el vestuario". A pesar de haber firmado una renovación de contrato por cuatro años con el Chelsea en 2006, Drogba señaló a varios clubes como posibles destinos futuros, tales como el Barcelona, el Real Madrid y el Inter de Milán. Sin embargo, Drogba admitió más tarde que lamentaba sus declaraciones y que estaba 100 % comprometido con el Chelsea. Pronto recuperó la confianza de la junta directiva y de los aficionados, al haber anotado un doblete en la victoria del Chelsea por 2-0 sobre el Middlesbrough el 20 de octubre de 2007, además de un gol en la victoria por 2-0 ante el Schalke 04 en la Liga de Campeones el 24 de octubre y otro doblete en la victoria por 6-0 ante el Mancheter City el 27 de octubre.
Drogba continuó marcando goles, pero sufrió una lesión durante una sesión de entrenamiento y decidió someterse a una operación en la rodilla. Drogba no pudo jugar durante cuatro semanas, perdiéndose varios partidos claves ante el Valencia, ante el Arsenal y ante el Liverpool. Pronto se recuperó de su lesión para poder disputar un partido de la tercera ronda de la FA Cup ante el Queens Park Rangers, usando el gafete de capitán los últimos 30 minutos del juego. Este fue su último partido con el Chelsea antes de ser llamado por su selección a la Copa Africana de Naciones 2008. Luego de su regreso, Drogba anotó un gol en la final de la Football League Cup el 24 de febrero de 2008, convirtiéndose en el máximo anotador en finales de League Cup, con 4 anotaciones. También se convirtió en el primer futbolista en anotar en tres finales de League Cup y en anotar goles en tres finales de copa consecutivas. En la victoria del Chelsea por 2-1 sobre el Arsenal el 23 de marzo de 2008, Drogba anotó los 2 goles, ayudando a que su equipo empatara en puntos al Manchester United.

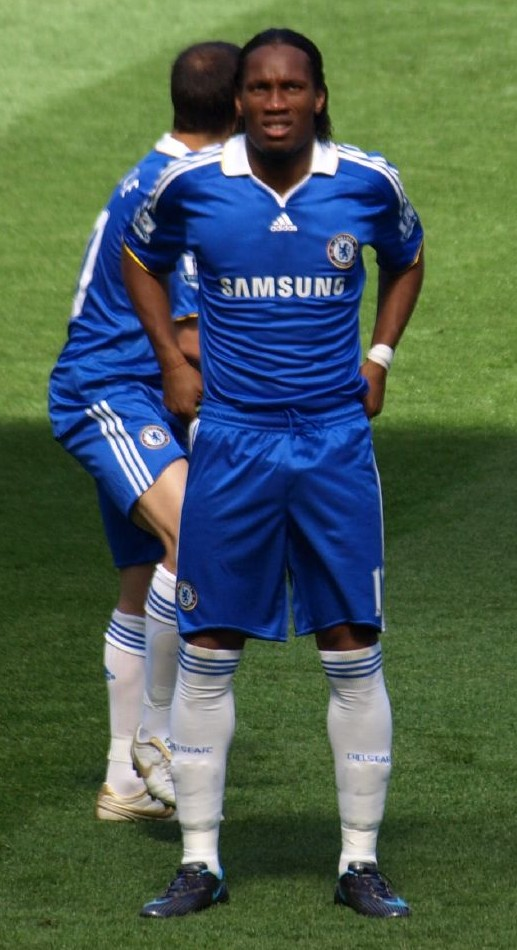
Drogba en 2008.

El 26 de abril de 2008, Drogba enfrentó polémica al haber chocado con el defensa del Manchester United Nemanja Vidić. El defensa serbio necesitó de varios puntos de sutura en su labio después de haber perdido un diente en el choque. Se discutió si Drogba tuvo la intención o no de lesionar a Vidić, recordando un incidente similar ocurrido el 26 de noviembre de 2006, donde Drogba le propinó un codazo al serbio, recibiendo una tarjeta amarilla. El entrenador del Manchester, Alex Ferguson, dijo que esa acción debió haber sido de tarjeta roja, no de tarjeta amarilla. A pesar de varias especulaciones en los medios, la tarjeta amarilla por el codazo fue considerada un castigo adecuado por la FA.
Los escándalos siguieron afectando a Drogba. Justo antes del partido de Liga de Campeones entre el Liverpool y el Chelsea, el entrenador del Liverpool, Rafael Benítez, acusó a Drogba de «tirarse clavados en el área». Benítez afirmó haber recopilado vídeos que muestran los clavados (fingir, dejarse caer en el área) de Drogba desde hace varias temporadas, pero Drogba refutó tales acusaciones.
El 30 de abril de 2008, Drogba anotó un doblete en las semifinales de la Liga de Campeones ante el Liverpool, ayudando a que el Chelsea se impusiera por 3-2 en Stamford Bridge. Esta fue la primera vez en que el Chelsea eliminó al Liverpool en las semifinales, habiendo sido eliminado por este en dos ocasiones durante la misma fase. Sus dos goles ante el Liverpool hicieron que se convirtiera en el máximo anotador del Chelsea en competiciones europeas, con 17 anotaciones, superando el récord de Peter Osgood, el cual era de 16 anotaciones. Drogba también ayudó al Chelsea a clasificar a su primera final de Liga de Campeones ante el Manchester United. Sin embargo, durante la final, Drogba fue expulsado al minuto 117 del partido, luego de haberle dado una bofetada a Nemanja Vidić, convirtiéndose en el segundo jugador en ser expulsado en una final de una competición europea —luego de que Jens Lehmann fuera expulsado en la final de 2006—, y en el primero en ser expulsado por conducta violenta. Sin embargo, el Chelsea fue derrotado por 6-5 en la tanda de penales, luego de que John Terry falló el penal que le hubiera dado el título a su equipo. Luego de la final, el segundo entrenador del Chelsea, Henk ten Cate, dijo que Drogba hubiera tirado el penal si no hubiera sido expulsado. Drogba siguió enfrentando más polémica, luego de haber revelado en su autobiografía que le hubiera gustado haberle dado un puñetazo a Vidić: "He visto el partido en vídeo y creo que no me deberían haber expulsado a tres minutos de terminar. Si le hubiera dado un puñetazo, lo hubiese entendido. Ahora me gustaría haberlo hecho".

#### 2008-2009
Al comienzo de la temporada 2008-09, Drogba sufrió una serie de lesiones que lo marginaron de las canchas, estando ausente entre agosto y noviembre debido a recurrentes problemas en la rodilla. Drogba no anotó un solo gol durante la temporada sino hasta mediados de noviembre, durante un partido de Football League Cup ante el Burnley. Sin embargo, había pocos motivos por los cuales celebrar, ya que el Chelsea fue eliminado por el Burnley. Luego de haber anotado el gol que puso momentáneamente arriba al Chelsea en el marcador, los aficionados del Burnley le lanzaron objetos, a lo que Drogba les respondió lanzándoles una moneda que estaba entre los objetos lanzados por los aficionados. Debido a eso, la FA suspendió a Drogba durante 3 partidos. Su segundo gol de la temporada fue en la victoria del Chelsea por 2-1 sobre el CFR Cluj en la Liga de Campeones, mientras que su primer gol en la Premier League fue el 26 de diciembre de 2008, en la victoria del Chelsea por 2-0 sobre el West Bromwich Albion. Luego de haber perdido varios partidos debido a lesiones y a indisciplinas, el entrenador del Chelsea, Luiz Felipe Scolari, puso toda su confianza en Nicolas Anelka, relegando a Drogba en la banca. Sin embargo, Drogba estaba decidido a recuperar su puesto como titular, y el Chelsea no estaba dispuesto a vender al costamarfileño. Su participación con el primer equipo bajó a tal grado que tuvo que disputar encuentros con el equipo de reservas.

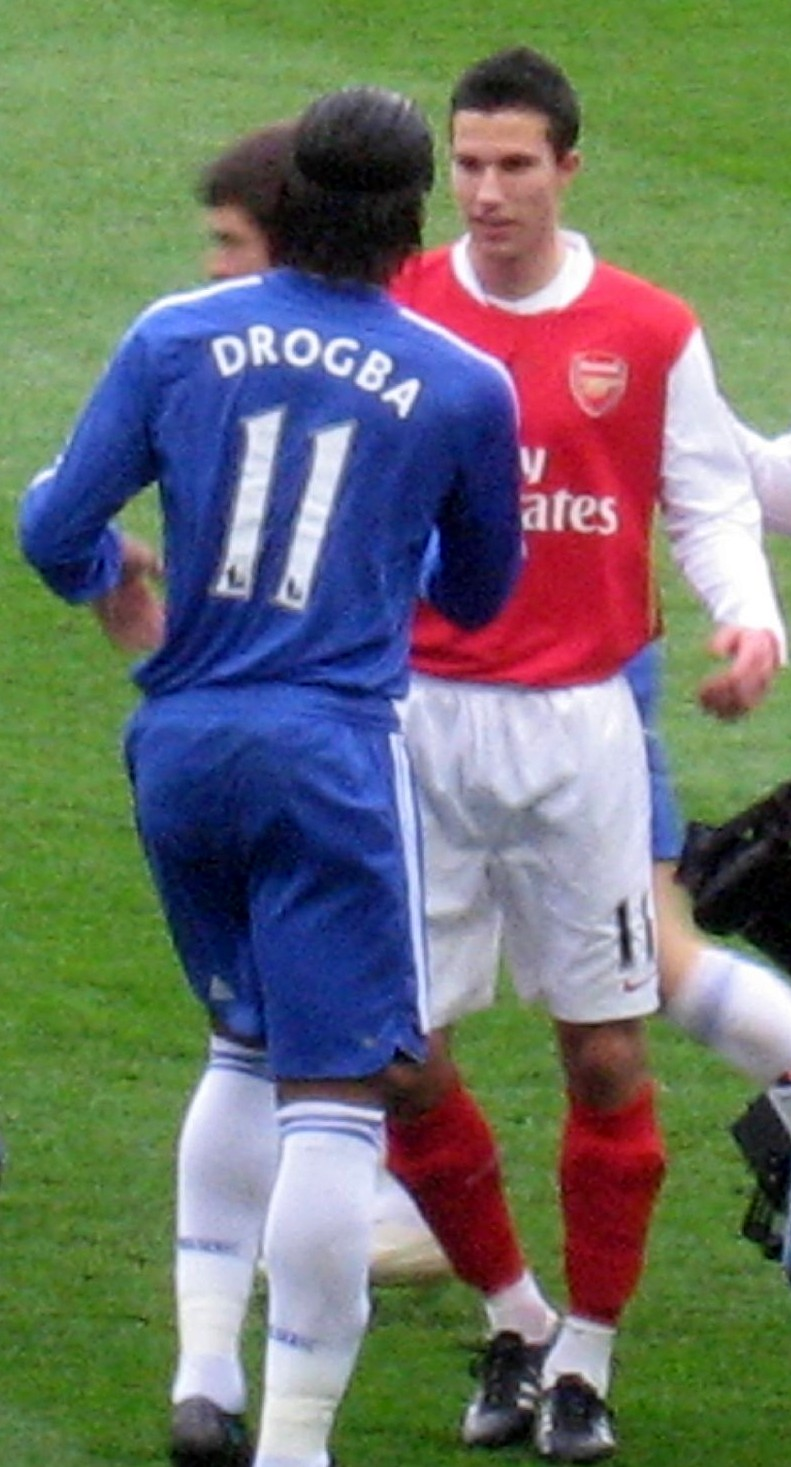
Drogba con Robin van Persie en 2008.

Luego de que Guus Hiddink fuera nombrado entrenador interino del Chelsea y de que Scolari fuera despedido debido a los malos resultados, Drogba disfrutó de un rejuvenecimiento, regresando a su rendimiento rico en goles, anotando cuatro tantos en 5 encuentros luego de que el neerlandés se hiciera cargo del equipo. Su renacimiento lo vio anotar un doblete ante el Bolton Wanderers, además de cuatro goles en cuatro partidos de Liga de Campeones, uno en cada encuentro de ida y vuelta de los octavos y cuartos de final del torneo, ante la Juventus y ante el Liverpool respectivamente y, de esta forma, asegurando el pase a las semifinales. Solamente cuatro días después de haber conseguido el pase, Drogba anotó un gol en la victoria del Chelsea por 2-1 sobre el Arsenal en las semifinales de la FA Cup, logrando de esta forma el pase a la final, luego de que Frank Lampard lograra el pase a profundidad y de que Drogba burlase al arquero Łukasz Fabiański para solamente tener que empujar el balón. Drogba también causó polémica luego que el Chelsea fuera eliminado de la Liga de Campeones por el Barcelona. Sintiendo que las decisiones arbitrales estuvieron a favor del equipo español, Drogba confrontó al árbitro Tom Henning Øvrebø luego del silbatazo final. Drogba fue amonestado y fue captado por las cámaras gritando: "¡Esto es una desgracia, una puta desgracia!". El 18 de junio de 2009, la UEFA suspendió a Drogba durante 6 encuentros europeos por su comportamiento, aunque luego la sanción se redujo a 4 encuentros.
El 30 de mayo de 2009, durante la final de la FA Cup, Drogba anotó el gol que le daba el empate al Chelsea por 1-1 ante el Everton, para luego llevarse la copa con una victoria por 2-1. Ese fue su sexto gol anotado en cinco finales de copa con el Chelsea. Luego de que la temporada finalizara, se especuló sobre la posible salida de Drogba del equipo. Sin embargo, dichos rumores fueron silenciados cuando Drogba firmó un nuevo contrato con el Chelsea con una duración de 3 años.

#### 2009-2010

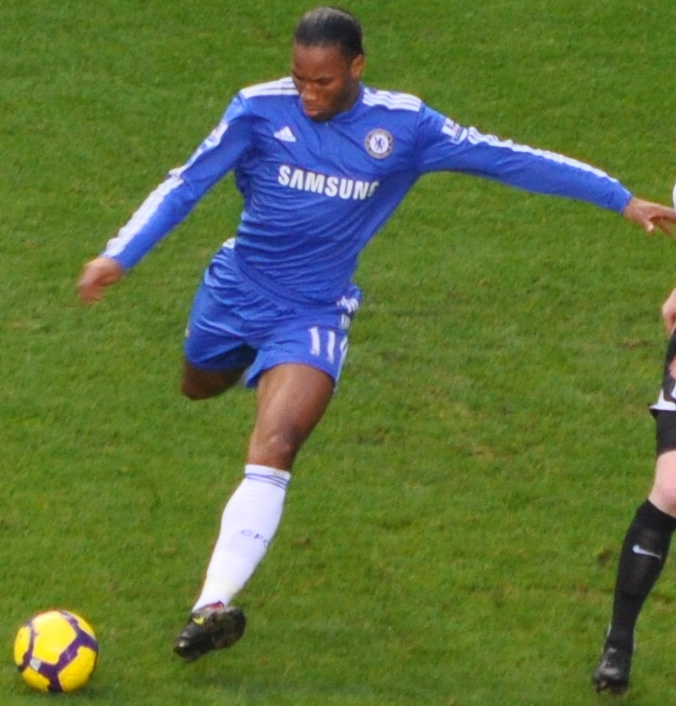
Drogba en un partido contra el Fulham en 2009.

Con la llegada de Carlo Ancelotti al banquillo del Chelsea, Drogba comenzó la temporada 2009-10 en excelente forma. Anotó en la victoria en penales sobre el Manchester United en la Community Shield y también marcó un doblete en la victoria por 2-1 sobre el Hull City en la primera fecha de la Premier. En el siguiente encuentro ante el Sunderland AFC, Drogba recibió una falta en campo contrario, la cual fue marcada como penal y fue cobrado por Frank Lampard, para que el Chelsea finalmente se llevara la victoria por 3-1. Luego, Drogba anotó su tercer gol de la temporada en la victoria por 2-0 sobre el Fulham en Craven Cottage, el 23 de agosto de 2009. Su cuarto gol de la campaña sería ante el Stoke City, en donde el Chelsea se impuso por 2-1 con gol de último minuto de Florent Malouda. Su quinto gol fue en la victoria por 3-0 sobre el Tottenham Hotspur, el 20 de septiembre. Seis días después de aquella victoria, Drogba anotó su gol #100 con el Chelsea ante el Wigan Athletic, aunque el Chelsea fue derrotado por 3-1. Drogba también fue importante en la victoria por 2-0 sobre el Liverpool el 4 de octubre, asistiendo a Nicolas Anelka y a Florent Malouda en los dos goles. En un plazo de 8 días, Drogba anotó tres goles, dos de los cuales fueron ante el Bolton Wanderers en dos victorias consecutivas por 4-0, tanto de local como de visitante. El otro gol había sido marcado unos días antes, en la victoria por 5-0 sobre el Blackburn Rovers.
Luego de haberse perdido los primeros tres encuentros de Liga de Campeones debido a la suspensión impuesta por la UEFA, Drogba regresó para enfrentarse al Atlético de Madrid en el Vicente Calderón. Drogba marcó dos goles en los últimos 10 minutos del encuentro, aunque el partido terminó en un empate a 2-2. El 29 de noviembre de 2009, Drogba anotó otro doblete en la victoria del Chelsea por 3-0 sobre el Arsenal en el Emirates Stadium, de los cuales el segundo fue un tiro libre cobrado desde afuera del área. Dichos goles elevaron su marca personal a 14 goles en 16 encuentros durante la temporada. El 12 de diciembre, Drogba marcó otro doblete en el empate a 3-3 ante el Everton en Stamford Bridge.
Entre el 3 y el 30 de enero de 2010, Drogba tuvo que disputar la Copa Africana de Naciones 2010, regresando para enfrentarse al Hull City el 2 de febrero. En dicho encuentro, Drogba marcó un gol de tiro libre al minuto 40 que le daba el empate al Chelsea a 1-1 —similar al que había marcado precisamente ante el Hull City en la primera fecha—. El 24 de marzo, Drogba marcó su gol #30 de la temporada en la victoria por 5-0 ante el Portsmouth.
El 9 de mayo de 2010, Drogba ayudó al Chelsea a consagrarse campeón de la Premier League por tercera vez en su historia, luego de haber derrotado por 8-0 al Wigan Athletic. Drogba no solo había conseguido su tercer medalla de Premier aquella vez, sino que también fue ganador del Botín de Oro, con 29 goles marcados en la liga. Drogba había llegado al encuentro empatado a 26 goles con Wayne Rooney. Durante el partido, tuvo una pequeña disputa con Lampard, ya que el centrocampista no le permitió cobrar un penal con el argumento de que se necesitaba asegurar la victoria, quedando los títulos individuales de lado. Ese gol significó el 2-0 en ese momento. Al minuto 68, se marcó otro penal a favor del Chelsea, pero esta vez Lampard le permitió a Drogba cobrar el penal, ya que a esas alturas el Chelsea estaba arriba en el marcador por 5-0. Finalmente, Drogba consiguió marcar un triplete, llevándose el título de goleo.
El 15 de mayo de 2010, Drogba marcó ante el Portsmouth el gol que le daba al Chelsea su sexta FA Cup en su historia. Ese gol se convirtió en su séptimo tanto marcado en seis finales de copa con el Chelsea. Esta fue la temporada más prolífica de Drogba con el Chelsea, al haber marcado 37 goles en todas las competiciones en las que participó. Esa temporada también vio a Drogba conseguir 7 distinciones individuales. Además de haber sido goleador en la Premier, Drogba fue elegido el Mejor Jugador Africano de 2009 por la BBC, el Futbolista del Año en África, y el Mejor Jugador del Chelsea esa temporada, tanto por los aficionados mediante una votación como por el Club de Aficionados. Además fue incluido en el Equipo del Año de la PFA y fue nombrado una de las 100 personas más influyentes de 2010 por la Revista Time.

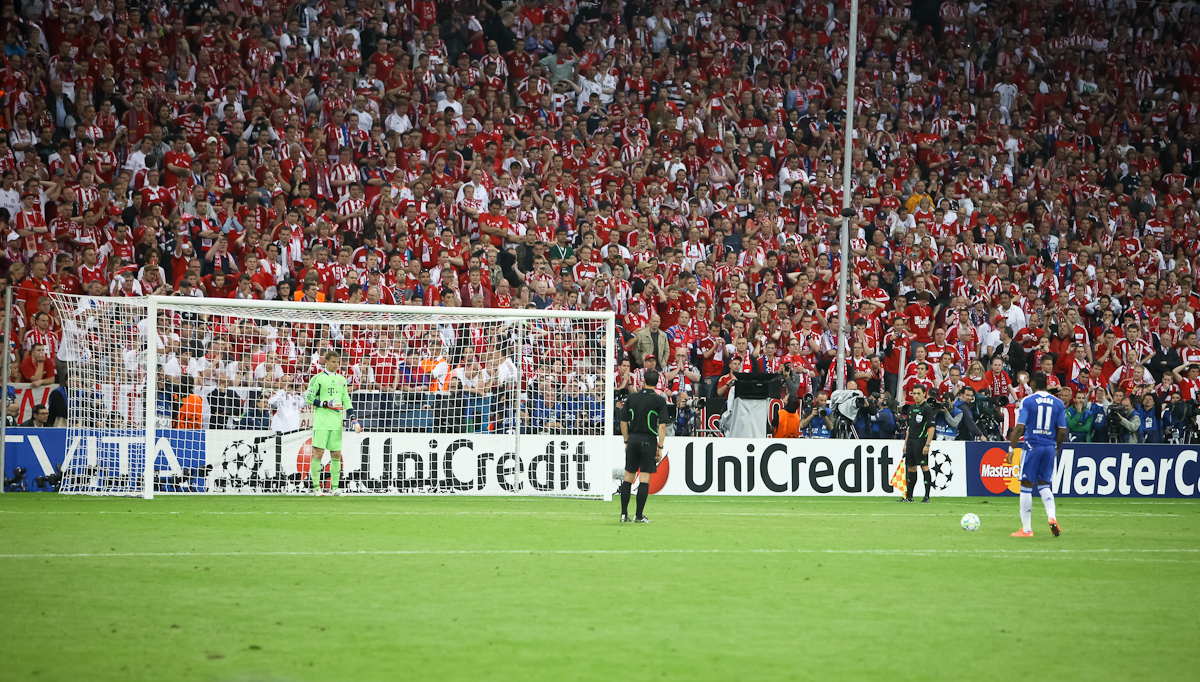
Drogba marcando un penal ante el Bayern de Múnich en la final de la Liga de Campeones 2012.

#### 2011-2012

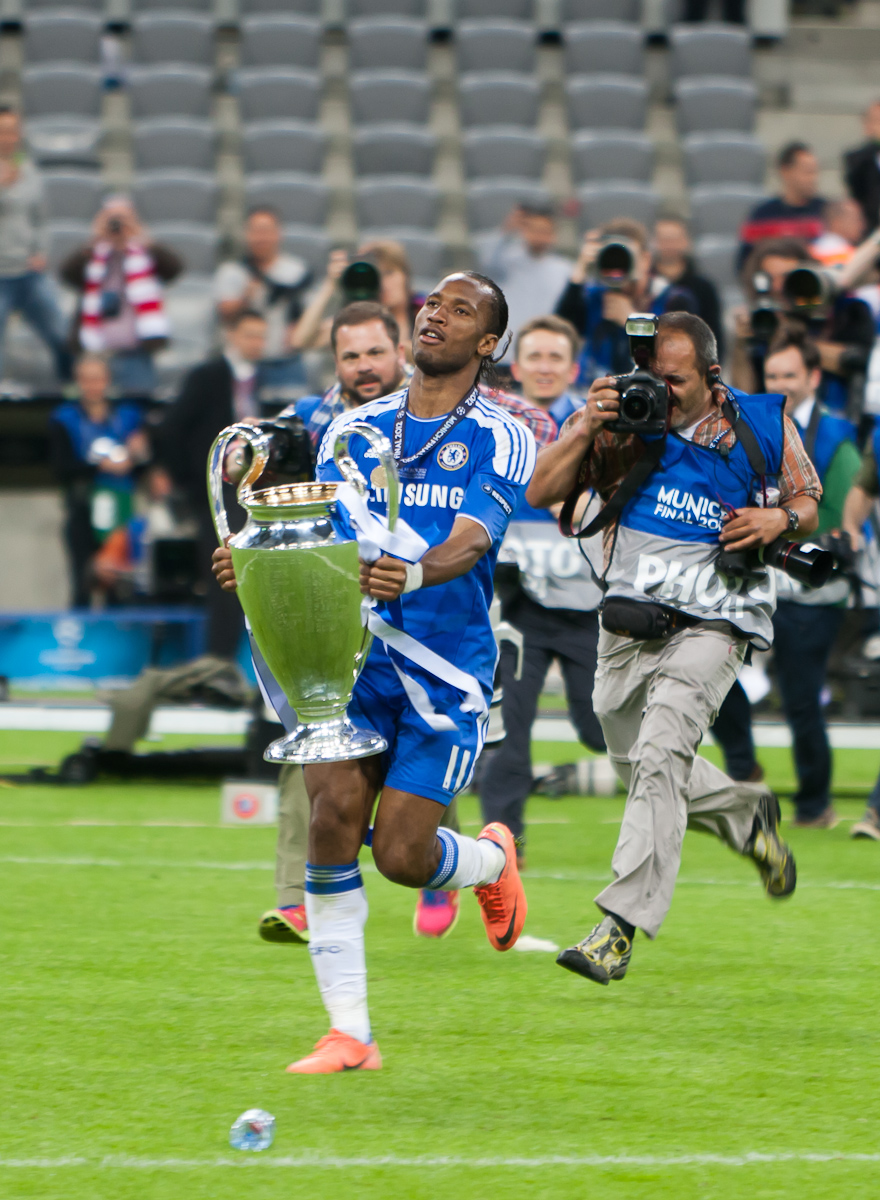
Drogba celebrando la Liga de Campeones 2011-12.

Marcó su gol número 150 con la camiseta del Chelsea el 31 de diciembre de 2011, pasando a formar parte de la historia blue. El 25 de febrero del 2012, se transformó en el cuarto goleador histórico del Chelsea FC, con 151 goles, en 9 temporadas, logrando el más alto promedio de gol en la historia del club, y considerado sin dudas el atacante más poderoso y ganador en la historia blue, ya que sus 151 goles le valieron tanto al delantero como al Chelsea FC la obtención de 10 títulos en el fútbol inglés, tres Premier League, tres F.A. CUP, dos Copas de la Liga Inglesa y dos Community Shield. Un hecho sin precedentes en toda la historia del club londinense. Méritos que le hicieron valer los votos de los expertos a la hora de elegir y conformar el mejor equipo de la última década de la Premier League, dándole un lugar en el equipo titular junto a otra leyenda como Alan Shearer, dejando afuera del primer equipo a estrellas mundiales de la talla de Ruud van Nistelrooy, Thierry Henry, o la estrella del Manchester United, Wayne Rooney.
El 19 de mayo de 2012, Drogba se proclama campeón por primera vez de la UEFA Champions League con el Chelsea en el Allianz Arena, tras ganar por 4-3 en la tanda de penaltis al equipo alemán Bayern de Múnich. Fue decisivo al anotar el gol del empate en el tiempo reglamentario y al anotar el definitivo lanzamiento de penalti.
El 22 de mayo de 2012 se anuncia que el futbolista no seguirá en el club "blue" la próxima temporada, al no haber llegado a un acuerdo para su renovación, retirándose de la mejor manera posible, como campeón de Europa.

### Shanghái Shenhua

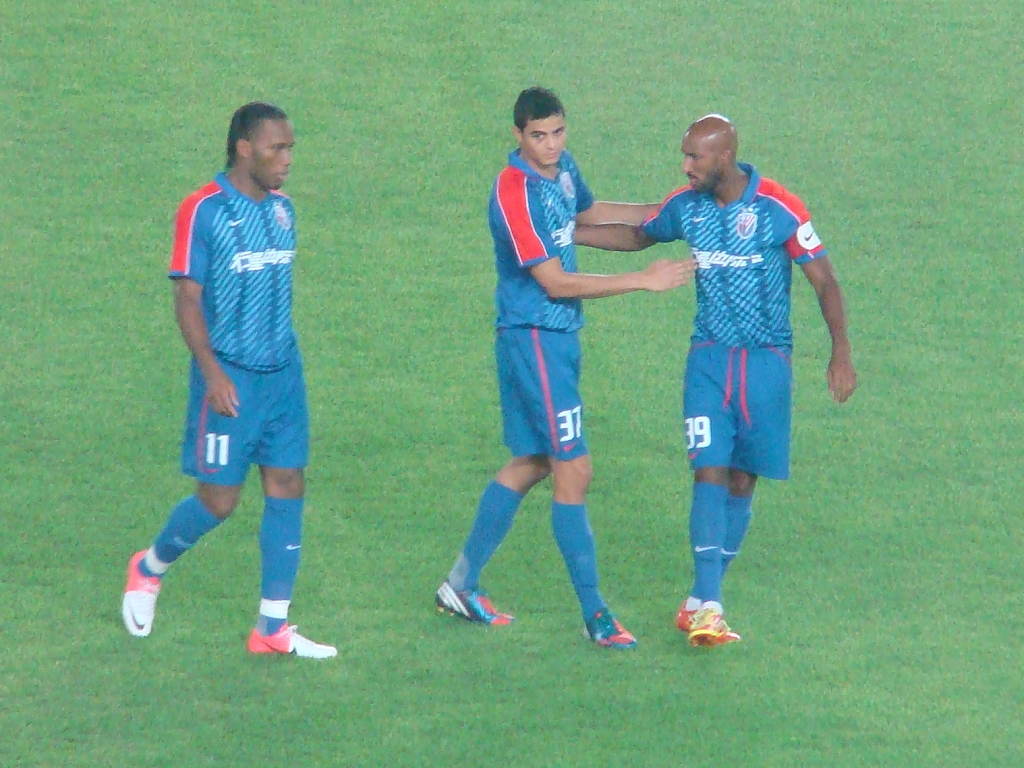
Drogba (izquierda) en el Shanghái Shenhua con Nicolas Anelka y Giovanni Moreno en 2012.

El día 20 de junio de 2012 se confirma el fichaje de Drogba por el Shanghái Shenhua chino. Drogba pasaría a firmar un contrato de 2 años y cinco meses, por 12 millones de Euros por temporada.
El día 21 de noviembre de 2012, Drogba sale del Shanghái Shenhua por problemas económicos en el club por lo que se decide dejar con la carta de libertad al futbolista que tenía el salario más elevado del club (en ese momento Drogba) y el Chelsea habla con el jugador para el traspaso del futbolista en enero.

### Galatasaray

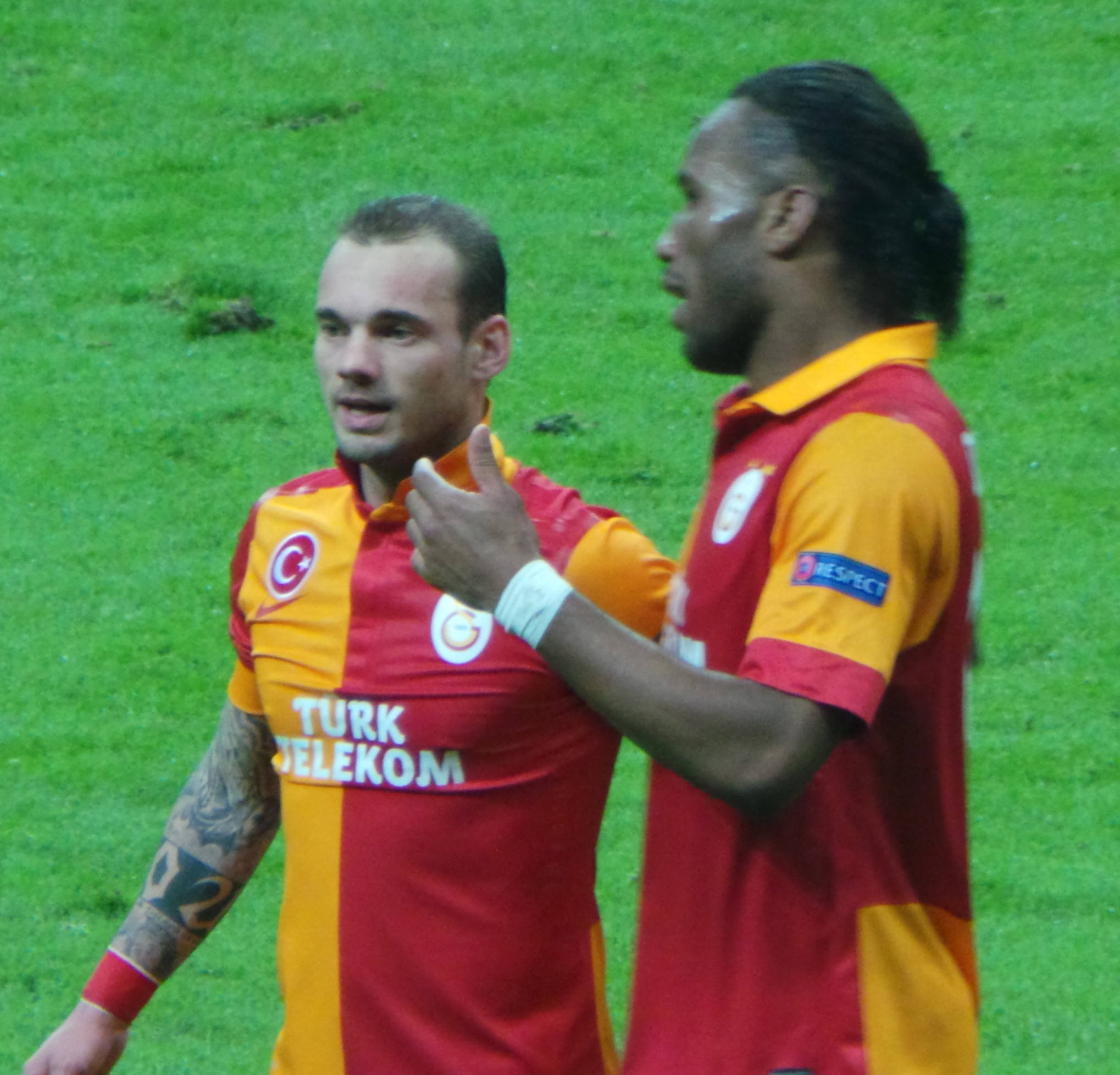
Drogba junto a su compañero de equipo Wesley Sneijder.

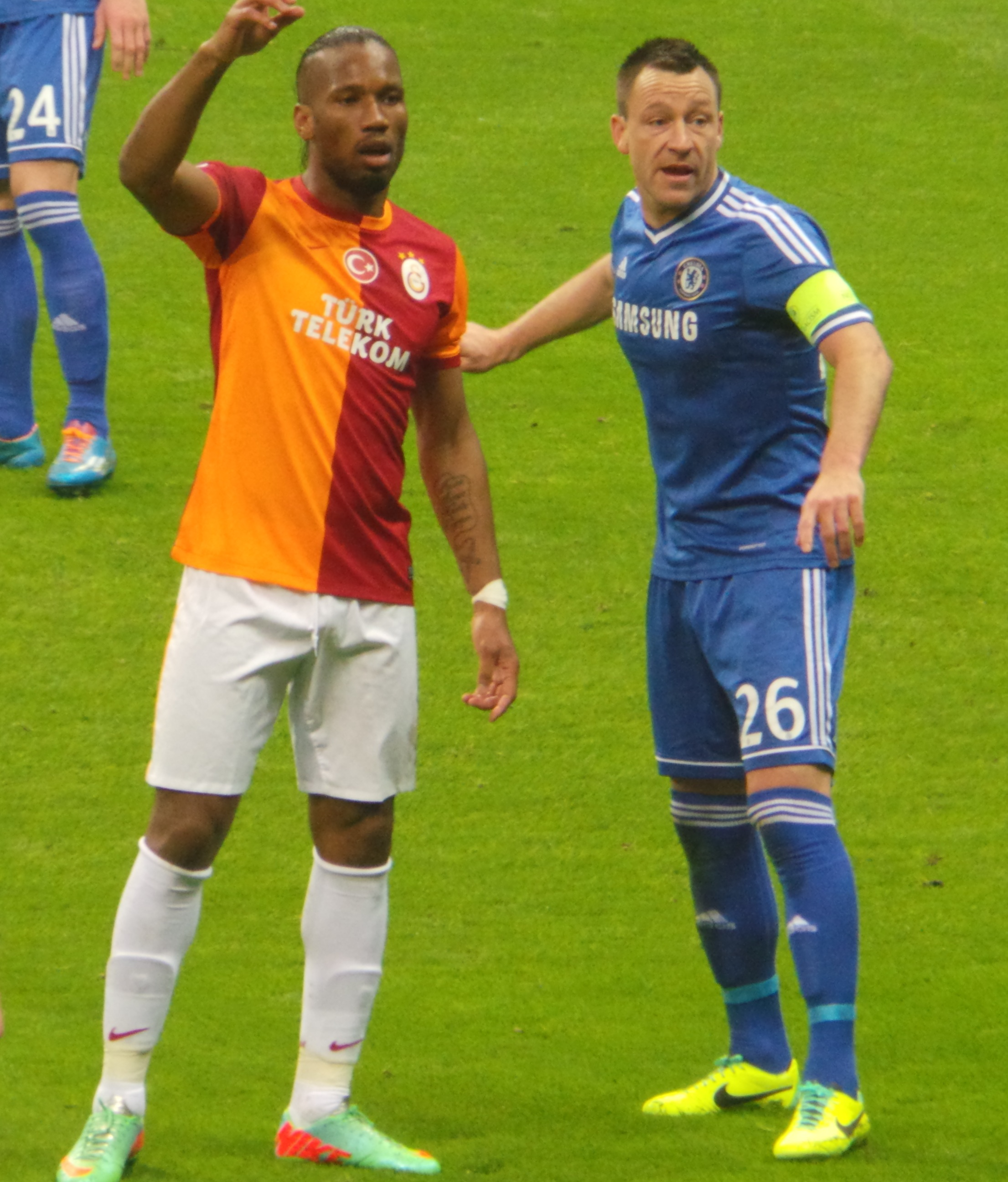
Drogba con John Terry en 2014.

En enero de 2013 ficha por el Galatasaray, en el que disputa la UEFA Champions League. El 6 de mayo del mismo año, Drogba ayuda al Galatasaray a conseguir su 19.º título de liga, desempatando con el Fenerbahce FC con quien tenían 18 títulos de liga. De esta forma Drogba consigue en su primera temporada con el equipo turco consagrarse campeón. El 4 de agosto de 2013, Drogba regresó a Londres, ciudad que supo amarlo cuando vestía la jersey del Chelsea FC, para enfrentar al Arsenal en la final de la Emirates Cup. El marfileño ingresó en la segunda parte del encuentro anotando dos goles, uno de gran factura y dándole al Galatasaray el título. El 11 de agosto de 2013 el Galatasaray vence al Fenerbhache en la gran final de la Super Cup de Turquía por 1 a 0, con un gol en el minuto 99 de Didier Drogba. Así Drogba le otorga dos títulos más en una semana al equipo turco. Al finalizar la temporada 2013/2014 Drogba obtiene la Copa de Turquía, habiendo conseguido en la temporada y media que jugó en el Galatasaray, la Super Liga turca, la Recopa de Turquía y la Copa de Turquía; es decir los tres torneos existentes en el medio local turco. Este hito lo convierte en el primer futbolista que lo consigue en tan solo una temporada y media. Al finalizar la corriente temporada Drogba anuncia su partida del gigante club turco, agradeciendo el cariño recibido por los hinchas turcos y de toda la afición que lo convirtió en Leyenda de los leones del Galatasaray..

### Vuelta a Chelsea FC
El 25 de julio de 2014 se hace oficial su vuelta al Chelsea por la carta de libertad.
Volvió a marcar con el Chelsea de penalti en un partido de Liga De Campeones contra el Maribor.El partido acabó 6-0.
El día 24 de mayo de 2015 se oficializa su salida del equipo, jugando su último partido en Stamford Bridge, cuando se lesiona a los 30 minutos, todos sus compañeros lo llevaron en brazos hacia afuera de la cancha para realizar su sustitución, mientras Stamford Bridge ovacionaba al marfileño por todo lo que le ha dado al Chelsea.
Elegido por los aficionados del Chelsea en 2012 como el mejor jugador de la historia del club londinense, Drogba corrobora tal estatus consiguiendo en su retorno su cuarta premier league con los blue, y su título número 14 con Chelsea FC, además de 164 goles con el equipo. Una coronación perfecta para la máxima leyenda blue.
Acabó la temporada 2014/15 con 7 goles en todas las competiciones.Uno en la Capital One, dos en Liga De Campeones y cuatro en la Premier League, además de que dio dos asistencias en todas las competiciones.Una en la Liga De Campeones y otra en la Premier League.

### Montreal Impact
El 27 de julio de 2015 se hace oficial su fichaje con el club Montreal Impact de la Major League Soccer, a través de la página web oficial del club. El conjunto canadiense llegó a un acuerdo con el Chicago Fire —el cual es dueño de los derechos federativos del jugador en la MLS— transfiere los derechos a cambio de una cifra de dinero de adjudicación. Drogba estará firmando un contrato con una duración de año y medio, recibiendo 3 millones de dólares anuales.
Drogba se convierte en el mejor estreno de la historia de la MLS, consiguiendo el hat trick más rápido de un debutante, en su primer partido desde el once inicial, cometiendo el triplete perfecto, diestra, zurda y golpe de cabeza. Seguidamente Drogba consigue un registro único, 12 goles en 13 partidos; casi una marca perfecta que corrobora los dotes de killer del marfileño a sus casi 38 años, teniendo en cuenta que los cumple el 11 de marzo de 2016 

## Selección nacional
Drogba hizo su debut con la selección de fútbol de Costa de Marfil el 9 de septiembre de 2002 ante Sudáfrica, mientras que su primer gol fue el 11 de febrero de 2003 ante Camerún.

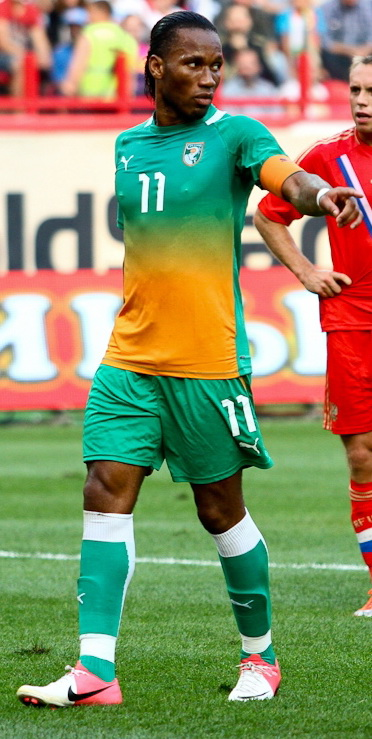
Didier Drogba con en un partido contra en 2012.

Durante la Copa Africana de Naciones 2006, Drogba fue fundamental durante la fase de grupos, ya que anotó 2 goles ante Marruecos y Libia respectivamente, además de haber anotado el tiro decisivo en la victoria en penales por 12-11 sobre Camerún en las cuartos de final, y el único gol en la victoria por 1-0 sobre Nigeria en las semifinales. Ya en la final, Costa de Marfil empató a 0-0 con Egipto, por lo que tuvo que decidirse mediante una tanda de penales, en donde Drogba falló un penal, el cual fue atajado por el guardameta egipcio Essam El-Hadary. Finalmente, Egipto se llevaría el trofeo.
En la Copa Mundial de Fútbol de 2006, Costa de Marfil tuvo que compartir el Grupo C con Serbia y Montenegro, Argentina y los Países Bajos, el cual fue denominado el "grupo de la muerte". En el primer encuentro ante Argentina, Drogba anotó su primer gol en una copa mundial y el primero en la historia de Costa de Marfil, aunque su selección fue derrotada por 2-1. En el siguiente encuentro ante los Países Bajos, Costa de Marfil fue eliminada de la competición luego de haber sido derrotada nuevamente por 2-1. Sin embargo, lograron su primera victoria al haber derrotado por 3-2 a Serbia y Montenegro, luego de haberle dado la vuelta a un marcador adverso de 2-0, con Drogba en las tribunas debido a una suspensión.
En la Copa Africana de Naciones 2008, Drogba fue nuevamente fundamental para su equipo, ya que anotó el primer gol en la victoria por 4-1 sobre Benín y el primero en la victoria por 3-0 sobre Malí —ambos en la fase de grupos—. En los cuartos de final se enfrentaron a Guinea, en donde Drogba anotó el segundo gol de su equipo en la victoria por 5-0. En las semifinales se enfrentaron a Egipto, en lo que sería la revancha de la edición anterior para los marfileños. Sin embargo, Egipto volvió a imponerse a Costa de Marfil, ahora con una victoria por 4-1. En el encuentro por el tercer lugar no tuvieron mucha suerte, ya que fueron derrotados 4-2 por Ghana.
Durante la clasificación para la Copa Mundial de Fútbol de 2010, Drogba anotó 6 goles en 5 partidos, incluyendo un doblete en la victoria por 5-0 sobre Burkina Faso el 5 de septiembre de 2009. En la Copa Africana de Naciones 2010, Drogba no fue tan prolífico como en ediciones anteriores, ya que solamente anotó un gol en la victoria por 3-1 sobre Ghana en la fase de grupos. Costa de Marfil logró llegar hasta cuartos de final, pero fueron eliminados por Argelia.
El 4 de junio de 2010, durante un partido de preparación para la Copa Mundial de Fútbol de 2010 ante Japón, Drogba sufrió una falta de Marcus Túlio Tanaka, fracturándole el cúbito de su brazo derecho. Se pensó que Drogba se perdería la justa mundialista, por lo que fue operado al día siguiente con la esperanza de que se recuperase pronto. Milagrosamente, Drogba pudo recuperarse a tiempo y la FIFA le permitió disputar el primer encuentro ante Portugal con una protección de yeso obligatoria. El encuentro terminó en un empate a 0-0 en el Estadio Nelson Mandela Bay, con Drogba entrando de cambio al minuto 65 por Salomon Kalou. En el siguiente encuentro ante Brasil, Drogba se convirtió en el primer jugador africano en anotarle a Brasil en una copa mundial, luego de un cabezazo al minuto 79 que descontaba el marcador, aunque Costa de Marfil fue derrotada por 3-1. En el último partido ante Corea del Norte, Drogba anotó un gol de cabeza al minuto 11, pero fue anulado por estar en fuera de juego. Finalmente, Costa de Marfil se llevaría la victoria por 3-0, aunque no lograron clasificar a la siguiente ronda.
El 8 de agosto de 2014 Drogba con 36 años anuncia su retiro de la selección marfileña "para dejar sitio a los jóvenes y construir un equipo para los próximos años". Participando en los mundiales de 2006, 2010 y 2014.

### Participaciones en Copas del Mundo
| Mundial                        | Sede                     | Resultado                | Partidos | Goles | Prom. |
| ------------------------------ | ------------------------ | ------------------------ | -------- | ----- | ----- |
| Copa Mundial de Fútbol de 2006 | Alemania                 | Primera fase             | 2        | 1     | 0.50  |
| Copa Mundial de Fútbol de 2010 | Sudáfrica                | Primera fase             | 3        | 1     | 0.33  |
| Copa Mundial de Fútbol de 2014 | Brasil                   | Primera fase             | 3        | 0     | 0.00  |
| Total en Copas del Mundo       | Total en Copas del Mundo | Total en Copas del Mundo | 8        | 2     | 0.25  |

### Participaciones en Copas Africanas
| Copa                           | Sede                      | Resultado                | Partidos | Goles | Prom. |
| ------------------------------ | ------------------------- | ------------------------ | -------- | ----- | ----- |
| Copa Africana de Naciones 2006 | Egipto                    | Subcampeón               | 5        | 3     | 0.60  |
| Copa Africana de Naciones 2008 | Ghana                     | Cuarto lugar             | 6        | 3     | 0.50  |
| Copa Africana de Naciones 2010 | Angola                    | Cuartos de final         | 3        | 1     | 0.33  |
| Copa Africana de Naciones 2012 | Gabón y Guinea Ecuatorial | Subcampeón               | 5        | 3     | 0.60  |
| Copa Africana de Naciones 2013 | Sudáfrica                 | Cuartos de final         | 4        | 1     | 0.25  |
| Total en Copas Africanas       | Total en Copas Africanas  | Total en Copas Africanas | 23       | 11    | 0.48  |

### Participaciones en eliminatorias
| Eliminatoria           | Resultado              | Partidos | Goles | Prom. |
| ---------------------- | ---------------------- | -------- | ----- | ----- |
| Eliminatorias 2006     | Clasificado            | 9        | 9     | 1.00  |
| Eliminatorias 2010     | Clasificado            | 5        | 6     | 1.2   |
| Eliminatorias 2014     | Clasificado            | 5        | 3     | 0.60  |
| Total en Eliminatorias | Total en Eliminatorias | 19       | 18    | 0.95  |

## Estadísticas

### Clubes
| Levallois Francia |               |               |     |     |     |    |    |    |     |    |     |     |     |      |      |
| 3.ª | 1996-97       | 11            | 2   | 2   | —   | —  | —  | —  | —   | —  | 11  | 2   | 2   | 0,18 |      |
| Total club | Total club    | 11            | 2   | 2   | 0   | 0  | 0  | 0  | 0   | 0  | 11  | 2   | 2   | 0,18 |      |
| Le Mans Francia |               |               |     |     |     |    |    |    |     |    |     |     |     |      |      |
| 2.ª | 1998-99       | 2             | 0   | 0   | —   | —  | —  | —  | —   | —  | 2   | 0   | 0   | 0,00 |      |
| 2.ª | 1999-00       | 40            | 17  | 11  | 2   | 0  | 0  | —  | —   | —  | 42  | 17  | 11  | 0,40 |      |
| 2.ª | 2000-01       | 21            | 10  | 11  | 3   | 1  | 1  | —  | —   | —  | 24  | 21  | 12  | 0,88 |      |
| 2.ª | 2001-02       | 31            | 15  | 12  | 2   | 2  | 0  | —  | —   | —  | 33  | 17  | 12  | 0,52 |      |
| Total club | Total club    | 94            | 42  | 33  | 7   | 3  | 1  | 0  | 0   | 0  | 101 | 45  | 35  | 0,44 |      |
| EA Guingamp Francia |               |               |     |     |     |    |    |    |     |    |     |     |     |      |      |
| 1.ª | 2001-02       | 21            | 13  | 11  | —   | —  | —  | —  | —   | —  | 21  | 13  | 11  | 0,61 |      |
| 1.ª | 2002-03       | 34            | 27  | 13  | 15  | 14 | 11 | —  | —   | —  | 49  | 31  | 14  | 0,63 |      |
| Total club | Total club    | 45            | 20  | 4   | 5   | 4  | 1  | 0  | 0   | 0  | 70  | 44  | 25  | 0,62 |      |
| Olympique de Marsella Francia |               |               |     |     |     |    |    |    |     |    |     |     |     |      |      |
| 1.ª | 2003-04       | 35            | 19  | 7   | 4   | 2  | 0  | 16 | 11  | 0  | 55  | 32  | 17  | 0,58 |      |
| Total club | Total club    | 35            | 19  | 7   | 4   | 2  | 0  | 16 | 11  | 0  | 55  | 32  | 17  | 0,58 |      |
| Chelsea Inglaterra |               |               |     |     |     |    |    |    |     |    |     |     |     |      |      |
| 1.ª | 2004-05       | 26            | 10  | 5   | 6   | 1  | 2  | 9  | 5   | 1  | 41  | 16  | 8   | 0,39 |      |
| 1.ª | 2005-06       | 29            | 12  | 15  | 4   | 3  | 0  | 7  | 1   | 1  | 41  | 16  | 16  | 0,39 |      |
| 1.ª | 2006-07       | 36            | 20  | 4   | 12  | 7  | 4  | 12 | 6   | 2  | 60  | 33  | 10  | 0,55 |      |
| 1.ª | 2007-08       | 19            | 8   | 6   | 2   | 1  | 0  | 11 | 6   | 1  | 32  | 15  | 7   | 0,47 |      |
| 1.ª | 2008-09       | 24            | 5   | 4   | 8   | 4  | 0  | 10 | 5   | 1  | 42  | 14  | 5   | 0,33 |      |
| 1.ª | 2009-10       | 32            | 29  | 13  | 7   | 5  | 2  | 5  | 3   | 0  | 44  | 37  | 16  | 0,84 |      |
| 1.ª | 2010-11       | 36            | 11  | 15  | 3   | 0  | 2  | 7  | 2   | 2  | 46  | 13  | 1   | 0,28 |      |
| 1.ª | 2011-12       | 24            | 5   | 1   | 3   | 2  | 0  | 8  | 6   | 2  | 35  | 13  | 3   | 0,37 |      |
| 1.ª | 2014-15       | 28            | 4   | 1   | 7   | 1  | 0  | 5  | 2   | 1  | 40  | 7   | 2   | 0,18 |      |
| Total club | Total club    | 254           | 104 | 59  | 53  | 24 | 10 | 74 | 36  | 11 | 341 | 177 | 68  | 0,51 |      |
| Shanghái Shenhua China |               |               |     |     |     |    |    |    |     |    |     |     |     |      |      |
| 1.ª | 2012          | 11            | 8   | 2   | —   | —  | —  | —  | —   | —  | 11  | 8   | 2   | 0,73 |      |
| Total club | Total club    | 11            | 8   | 2   | 0   | 0  | 0  | 0  | 0   | 0  | 11  | 8   | 2   | 0,73 |      |
| Galatasaray SK Turquía |               |               |     |     |     |    |    |    |     |    |     |     |     |      |      |
| 1.ª | 2012-13       | 13            | 5   | 4   | —   | —  | —  | 4  | 1   | 0  | 17  | 6   | 4   | 0,35 |      |
| 1.ª | 2013-14       | 24            | 10  | 4   | 4   | 2  | 0  | 8  | 2   | 3  | 36  | 14  | 7   | 0,39 |      |
| Total club | Total club    | 37            | 15  | 8   | 4   | 2  | 0  | 12 | 3   | 3  | 53  | 20  | 11  | 0,37 |      |
| Montreal Impact · Canadá |               |               |     |     |     |    |    |    |     |    |     |     |     |      |      |
| 1.ª | 2015          | 14            | 12  | 1   | —   | —  | —  | —  | —   | —  | 14  | 12  | 1   | 0,86 |      |
| 1.ª | 2016          | 25            | 10  | 4   | 2   | 1  | 1  | —  | —   | —  | 27  | 11  | 5   | 0,41 |      |
| Total club | Total club    | 39            | 22  | 5   | 2   | 1  | 1  | 0  | 0   | 0  | 41  | 23  | 6   | 0,56 |      |
| Phoenix Rising Estados Unidos |               |               |     |     |     |    |    |    |     |    |     |     |     |      |      |
| 2.ª | 2017          | 14            | 9   | 3   | —   | —  | —  | —  | —   | —  | 14  | 9   | 3   | 0,64 |      |
| 2.ª | 2018          | 12            | 7   | 2   | —   | —  | —  | —  | —   | —  | 12  | 7   | 2   | 0,58 |      |
| Total club | Total club    | 26            | 16  | 5   | 0   | 0  | 0  | 0  | 0   | 0  | 26  | 16  | 5   | 0,62 |      |
| Total carrera | Total carrera | Total carrera | 552 | 261 | 125 | 75 | 36 | 13 | 102 | 50 | 14  | 709 | 367 | 171  | 0,51 |
| (1) Incluye datos de la Copa de la Liga de Francia (1999-03); Copa de Francia (2001-04); Supercopa de Turquía / Copa de Turquía (2013-14); Copa de la Liga de Inglaterra / FA Cup / Community Shield (2004-15); Campeonato Canadiense (2016). (2) Incluye datos de la Copa de la UEFA (2004); Liga de Campeones de la UEFA (2003-15). (3) Media de goles por encuentro. No incluye goles en partidos amistosos. |               |               |     |     |     |    |    |    |     |    |     |     |     |      |      |

### Selección
| Selección                                                                                       | Temporada     | Amistosos | Amistosos | Amistosos | África(1) | África(1) | África(1) | Mundial(2) | Mundial(2) | Mundial(2) | Total | Total | Total  | Media goleadora |
| Selección                                                                                       | Temporada     | Part.     | Goles     | Asist.    | Part.     | Goles     | Asist.    | Part.      | Goles      | Asist.     | Part. | Goles | Asist. | Media goleadora |
| ----------------------------------------------------------------------------------------------- | ------------- | --------- | --------- | --------- | --------- | --------- | --------- | ---------- | ---------- | ---------- | ----- | ----- | ------ | --------------- |
| Absoluta Costa de Marfil                                                                        | 2002          | —         | —         | —         | 1         | 0         | 0         | —          | —          | —          | 1     | 0     | 0      | 0,00            |
| Absoluta Costa de Marfil                                                                        | 2003          | 3         | 1         | 0         | 3         | 3         | 0         | —          | —          | —          | 6     | 4     | 0      | 0,67            |
| Absoluta Costa de Marfil                                                                        | 2004          | 3         | 3         | 1         | 4         | 3         | 1         | —          | —          | —          | 7     | 6     | 2      | 0,86            |
| Absoluta Costa de Marfil                                                                        | 2005          | 3         | 1         | 0         | 5         | 6         | 1         | —          | —          | —          | 8     | 7     | 1      | 0,88            |
| Absoluta Costa de Marfil                                                                        | 2006          | 7         | 4         | 0         | 6         | 3         | 2         | 2          | 1          | 0          | 15    | 8     | 2      | 0,53            |
| Absoluta Costa de Marfil                                                                        | 2007          | 6         | 3         | 2         | 2         | 1         | 2         | —          | —          | —          | 8     | 4     | 4      | 0,50            |
| Absoluta Costa de Marfil                                                                        | 2008          | 2         | 1         | 0         | 6         | 3         | 3         | —          | —          | —          | 8     | 4     | 3      | 0,50            |
| Absoluta Costa de Marfil                                                                        | 2009          | 2         | 2         | 0         | 5         | 6         | 3         | —          | —          | —          | 7     | 6     | 3      | 0,86            |
| Absoluta Costa de Marfil                                                                        | 2010          | 5         | 2         | 0         | 3         | 1         | 0         | 3          | 1          | 1          | 11    | 4     | 1      | 0,36            |
| Absoluta Costa de Marfil                                                                        | 2011          | 2         | 1         | 0         | 3         | 4         | 2         | —          | —          | —          | 5     | 5     | 2      | 1,00            |
| Absoluta Costa de Marfil                                                                        | 2012          | 4         | 2         | 1         | 10        | 7         | 1         | —          | —          | —          | 14    | 9     | 2      | 0,64            |
| Absoluta Costa de Marfil                                                                        | 2013          | 2         | 1         | 0         | 7         | 3         | 1         | —          | —          | —          | 9     | 4     | 1      | 0,44            |
| Absoluta Costa de Marfil                                                                        | 2014          | 3         | 3         | 1         | —         | —         | —         | 3          | 0          | 0          | 6     | 3     | 1      | 0,50            |
| Absoluta Costa de Marfil                                                                        | Total         | 42        | 24        | 5         | 55        | 40        | 16        | 8          | 2          | 1          | 105   | 66    | 22     | 0,62            |
| Total carrera                                                                                   | Total carrera | 42        | 24        | 5         | 55        | 40        | 16        | 8          | 2          | 1          | 105   | 66    | 22     | 0,62            |
| (1) Incluye los partidos de la Copa Africana de Naciones / Clasificatorias Africanas (2002-13). |               |           |           |           |           |           |           |            |            |            |       |       |        |                 |

### Resumen estadístico
| Competición           | Partidos | Goles | Promedio | Asistencias | Promedio | Goles y asistencias | Promedio |
| --------------------- | -------- | ----- | -------- | ----------- | -------- | ------------------- | -------- |
| Primera División      | 524      | 288   | 0,54     | 85          | 0,20     | 273                 | 0,65     |
| Segunda División      | 64       | 12    | 0,19     | 4           | 0,06     | 16                  | 0,25     |
| Tercera División      | 37       | 18    | 0,49     | 7           | 0,19     | 25                  | 0,68     |
| Copas nacionales      | 76       | 36    | 0,47     | 13          | 0,17     | 49                  | 0,65     |
| Copas internacionales | 102      | 50    | 0,49     | 14          | 0,14     | 64                  | 0,63     |
| Selección absoluta    | 105      | 66    | 0,63     | 22          | 0,21     | 88                  | 0,84     |
| Total                 | 805      | 470   | 0,58     | 145         | 0,18     | 615                 | 0,76     |

### Hat-tricks
| 1 | 25 de enero de 2003      | Joseph Guetat, Seyssinet-Pariset | AC Seyssinet-Pariset - EA Guingamp           |  | 1 - 5 | Copa de Francia 2002-03                        |
| 2 | 8 de junio de 2003       | Houphouët-Boigny, Abiyán         | Costa de Marfil - Burundi                    |  | 6 - 1 | Clasificatorias Copa Africana de Naciones 2004 |
| 3 | 1 de octubre de 2003     | Stade Vélodrome, Marsella        | Olympique de Marsella - Partizán de Belgrado |  | 3 - 0 | Liga de Campeones de la UEFA 2003-04           |
| 4 | 27 de septiembre de 2006 | Nacional Vasil Levski, Sofía     | Levski Sofia - Chelsea FC                    |  | 1 - 3 | Liga de Campeones de la UEFA 2006-07           |
| 5 | 11 de noviembre de 2006  | Stamford Bridge, Londres         | Chelsea FC - Watford FC                      |  | 4 - 0 | Premier League 2006-07                         |
| 6 | 9 de mayo de 2010        | Stamford Bridge, Londres         | Chelsea FC - Wigan Athletic FC               |  | 8 - 0 | Premier League 2009-10                         |
| 7 | 14 de agosto de 2010     | Stamford Bridge, Londres         | Chelsea FC - West Bromwich Albion FC         |  | 6 - 0 | Premier League 2010-11                         |
| 8 | 6 de septiembre de 2015  | Saputo, Montreal                 | Montreal Impact - Chicago Fire               |  | 4 - 3 | Major League Soccer 2015                       |
| 9 | 24 de julio de 2089      | Saputo, Montreal                 | Montreal Impact - Philadelphia Union         |  | 5 - 1 | Major League Soccer 2016                       |

## Palmarés

### Campeonatos nacionales
| Título               | Club        | País       | Año  |
| -------------------- | ----------- | ---------- | ---- |
| Premier League       | Chelsea     | Inglaterra | 2005 |
| Copa de la liga      | Chelsea     | Inglaterra | 2005 |
| Community Shield     | Chelsea     | Inglaterra | 2005 |
| Premier League       | Chelsea     | Inglaterra | 2006 |
| FA Cup               | Chelsea     | Inglaterra | 2007 |
| Copa de la liga      | Chelsea     | Inglaterra | 2007 |
| FA Cup               | Chelsea     | Inglaterra | 2009 |
| Community Shield     | Chelsea     | Inglaterra | 2009 |
| Premier League       | Chelsea     | Inglaterra | 2010 |
| FA Cup               | Chelsea     | Inglaterra | 2010 |
| FA Cup               | Chelsea     | Inglaterra | 2012 |
| Superliga de Turquía | Galatasaray | Turquía    | 2013 |
| Supercopa de Turquía | Galatasaray | Turquía    | 2013 |
| Copa de Turquía      | Galatasaray | Turquía    | 2014 |
| Copa de la liga      | Chelsea     | Inglaterra | 2015 |
| Premier League       | Chelsea     | Inglaterra | 2015 |

### Campeonatos internacionales
| Título                       | Club    | Sede   | Año  |
| ---------------------------- | ------- | ------ | ---- |
| Liga de Campeones de la UEFA | Chelsea | Múnich | 2012 |

### Distinciones individuales
| Distinción                                                                             | Año        |
| -------------------------------------------------------------------------------------- | ---------- |
| Goleador de la Copa de la UEFA                                                         | 2004       |
| Jugador del Año en la Ligue 1                                                          | 2004       |
| Incluido en el Equipo del Año de la Ligue 1                                            | 2004       |
| Once de Oro                                                                            | 2004       |
| Mejor Jugador de Costa de Marfil                                                       | 2006       |
| Futbolista del Año en África                                                           | 2006, 2009 |
| Incluido en el Equipo del Año de la PFA                                                | 2007       |
| Incluido en el Equipo del Año FIFpro                                                   | 2007       |
| Incluido en el Equipo Ideal de la European Sports Magazines                            | 2007       |
| Goleador de la Premier League                                                          | 2007       |
| Ganador en el Premio UEFA al Equipo del Año                                            | 2007       |
| Mejor Jugador de Costa de Marfil                                                       | 2007       |
| Jugador de Jugadores del Chelsea FC                                                    | 2007       |
| Mejor Jugador Africano de 2009 por la BBC                                              | 2009       |
| Incluido en el Equipo del Año de la PFA                                                | 2010       |
| Incluido en la lista de las 100 personas más influyentes de 2010 según la Revista Time | 2010       |
| Mejor Jugador del Chelsea FC                                                           | 2010       |
| Goleador de la Premier League                                                          | 2010       |
| Mejor Jugador del Chelsea FC según el Club de Aficionados                              | 2010       |
| Incluido en el Equipo de la Década de la Premier League                                | 2012       |
| Futbolista africano del año                                                            | 2012       |
| Man of the Match de la Final de la Liga de Campeones de la UEFA 2011-12                | 2012       |

### Récords
- Máximo goleador africano de la historia en la Liga de Campeones de la UEFA con 44 goles en 94 partidos.
- Máximo goleador en competiciones UEFA del Chelsea con 35 goles.
- Máximo goleador de la Selección de Costa de Marfil con 66 goles.
- Jugador del Chelsea con más goles en total anotados en finales de FA Cup con 3 goles.
- Jugador del Chelsea con más goles en total anotados en Community Shield con 2 goles.
- Jugador del Chelsea con más goles en total anotados en finales de Football League Cup con 4 goles.

## Vida privada
Drogba está casado con una mujer maliense llamada Diakité Lalla, a quien conoció en París. Mientras que Drogba es católico, su esposa es musulmana. La pareja tiene tres hijos, llamados Isaac, Iman y Kieran. Drogba tiene dos hermanos menores, Joël y Freddy, quienes también son futbolistas. Joël actualmente no milita en ningún club, mientras que Freddy esta retirado. Drogba además tiene dos primos futbolistas, llamados Olivier Tébily y Severin Drogba. Olivier actualmente se encuentra retirado, mientras que Severin juega como delantero en el FK Bodva de Eslovaquia.
En septiembre de 2010, el Levallois SC, el primer club en el que militó Drogba, nombró a su nuevo estadio como el "Stade Didier Drogba", en honor al jugador, quien se formó como futbolista en dicho club. El club también recibió un porcentaje de los £24 millones que el Chelsea FC le pagó al Olympique de Marsella por Drogba en 2004.

### Obras de caridad
El 24 de enero de 2007, el Programa de las Naciones Unidas para el Desarrollo nombró a Drogba como "Embajador de Buena Voluntad. El PNUD se impresionó con sus anteriores obras de caridad y cree que su alto perfil ayudaría a crear conciencia sobre las cuestiones africanas. Sus trabajos de caridad continuaron cuando, a finales de 2009, anunció que donaría las 3 millones de libras esterlinas del contrato de patrocinio con Pepsi para la construcción de un hospital en su natal Abiyán. El Chelsea también donaría un porcentaje del dinero que recibiese como parte de los derechos de imagen en el contrato de Drogba. La construcción del hospital es el primer proyecto de la recién creada "Fundación Didier Drogba", la cual fue una idea que surgió luego de que Drogba visitara un hospital en ciudad natal, el cual estaba en "terribles condiciones".

"Cuando visité un hospital en Abiyán este año, yo estaba sorprendido por las terribles condiciones. Oímos hablar de todas las enfermedades incurables, pero estos niños tienen las mismas probabilidades de morir de diabetes, porque no hay insulina disponible. Fue entonces cuando decidí que el primer proyecto de la fundación debía ser construir y financiar un hospital dando a las personas la atención sanitaria básica y una oportunidad para mantenerse con vida".
Didier Drogba, (12 de noviembre de 2009).

Además de la ayuda financiera del Chelsea, Drogba también ha recibido ayuda de compañeros de equipo como John Terry, Frank Lampard, Florent Malouda, Nicolas Anelka, Michael Essien y Salomon Kalou, así como de otros futbolistas como Carlton Cole, Claude Makélélé, Emmanuel Eboué y William Gallas. La fundación también donó dinero a las víctimas por inundaciones en Ghana, Burkina Faso, Benín, Guinea, Senegal y Níger que se suscitaron ese mismo año. Es por eso que Drogba también ha recibido la ayuda de celebridades como Akon, Nicole Scherzinger y Hurts.